# 11582 Bleuler
A 11582 Bleuler (ideiglenes jelöléssel 1994 PC14) a Naprendszer kisbolygóövében található aszteroida. Eric Walter Elst fedezte fel 1994. augusztus 10-én.